# Heterochordeuma platydesmoides
Heterochordeuma platydesmoides är en mångfotingart som beskrevs av Filippo Silvestri 1895. Heterochordeuma platydesmoides ingår i släktet Heterochordeuma och familjen Heterochordeumatidae. Inga underarter finns listade i Catalogue of Life.